# 명사들의 책읽기
명사들의 책읽기는 KBS 3라디오(수도권 FM 104.9㎒, AM 1134㎑)와 KBS 한민족방송(AM 972㎑, 단파 6015㎑, AM 1170㎑)에서 방송되는 라디오 독서 프로그램이다.
진행자는 윤지영 아나운서이며, 생방송은 매주 일요일 오후 3시부터 오후 4시까지, 재방송은 매주 월요일 새벽 2시부터 새벽 3시까지, 그리고 KBS 1라디오(전국, 수도권 기준 FM 97.3㎒, AM 711㎑) 본방송은 매주 일요일 새벽 1시부터 새벽 2시까지이다. 단, 이 프로그램은 모두 전국방송이다.

## 역대 방송시간
| 방송 채널                              | 방송 기간                          | 방송 시간 |
| -------------------------------------- | ---------------------------------- | --- |
| KBS 3라디오                            | 2005년 5월 8일 ~ 2006년 4월 23일   | 매주 일요일 아침 6:00 ~ 아침 7:00 (생방송), 매주 일요일 밤 9:00 ~ 밤 10:00 (재방송)                                                                      |
| KBS 3라디오                            | 2006년 4월 30일 ~ 2008년 11월 16일 | 매주 일요일 아침 6:00 ~ 아침 7:00 (생방송), 매주 일요일 오후 3:00 ~ 오후 4:00 (재방송)                                                                   |
| KBS 3라디오                            | 2016년 5월 15일 ~ 2017년 7월 30일  | 매주 일요일 오후 5:00 ~ 저녁 6:00 |
| KBS 3라디오                            | 2017년 8월 6일 ~ 2018년 5월 27일   | 매주 일요일 오후 5:00 ~ 저녁 6:00 (생방송), 매주 월요일 새벽 2:00 ~ 새벽 3:00 (재방송)                                                                   |
| KBS 3라디오                            | 2019년 2월 3일 ~ 2019년 3월 3일    | 매주 일요일 오후 5:00 ~ 저녁 6:00 (생방송), 매주 월요일 새벽 2:00 ~ 새벽 3:00 (재방송)                                                                   |
| KBS 3라디오                            | 2019년 3월 10일 ~ 2019년 4월 21일  | 매주 일요일 오후 3:05 ~ 오후 4:00 (생방송), 매주 월요일 새벽 2:05 ~ 새벽 3:00 (재방송)                                                                   |
| KBS 3라디오 KBS 1라디오                | 2008년 11월 23일 ~ 2011년 11월 6일 | 매주 일요일 아침 6:00 ~ 아침 7:00 (3R 생방송), 매주 일요일 오후 3:00 ~ 오후 4:00 (3R 재방송), 매주 일요일 오전 11:05 ~ 오전 11:58 (1R 본방송)            |
| KBS 3라디오 KBS 1라디오                | 2011년 11월 13일 ~ 2016년 5월 8일  | 매주 일요일 오후 5:00 ~ 저녁 6:00 (3R 생방송), 매주 일요일 오전 11:05 ~ 오전 11:58 (1R 본방송)                                                           |
| KBS 3라디오 KBS 1라디오                | 2018년 6월 3일 ~ 2019년 1월 27일   | 매주 일요일 오후 5:00 ~ 저녁 6:00 (3R 생방송), 매주 월요일 새벽 2:00 ~ 새벽 3:00 (3R 재방송), 매주 일요일 밤 10:05 ~ 밤 10:58 (1R 본방송)                |
| KBS 3라디오 KBS 1라디오                | 2019년 4월 28일 ~ 2019년 9월 15일  | 매주 일요일 오후 3:05 ~ 오후 4:00 (3R 생방송), 매주 월요일 새벽 2:05 ~ 새벽 3:00 (3R 재방송), 매주 일요일 새벽 1:05 ~ 새벽 2:00 (1R 본방송)              |
| KBS 3라디오 KBS 1라디오                | 2019년 9월 22일 ~ 2021년 6월 27일  | 매주 일요일 오후 3:00 ~ 오후 4:00 (3R 생방송), 매주 월요일 새벽 2:00 ~ 새벽 3:00 (3R 재방송), 매주 일요일 새벽 1:00 ~ 새벽 2:00 (1R 본방송)              |
| KBS 3라디오 KBS 한민족방송 KBS 1라디오 | 2021년 7월 4일 ~ 현재              | 매주 일요일 오후 3:00 ~ 오후 4:00 (3R, 한민족 동시 생방송), 매주 월요일 새벽 2:00 ~ 새벽 3:00 (3R 재방송), 매주 일요일 새벽 1:00 ~ 새벽 2:00 (1R 본방송) |

## 역대 진행자
- 2005년 5월 8일 ~ 2014년 12월 28일 : 유애리 前 아나운서
- 2015년 1월 4일 ~ 2017년 7월 30일 : 윤수영 아나운서
- 2017년 8월 6일 ~ 현재 : 윤지영 아나운서

## 오프닝 시그널
- Kenny G - Encore